# Sri-lankische Cricket-Nationalmannschaft in Bangladesch in der Saison 2005/06
Die Tour der sri-lankischen Cricket-Nationalmannschaft nach Bangladesch in der Saison 2005/06 fand vom 20. Februar bis zum 11. März 2006 statt. Die internationale Cricket-Tour war Bestandteil der Internationalen Cricket-Saison 2005/06 und umfasste zwei Tests und drei ODIs. Sri Lanka gewann die Test-Serie 2–0 und die ODI-Serie 2–0.

## Vorgeschichte
Bangladesch spielte die erste Tour der Saison, Sri Lanka zuvor ein Drei-Nationen-Turnier.
Das letzte Aufeinandertreffen der beiden Mannschaften bei einer Tour fand in der Saison 2002 in Sri Lanka statt.

## Stadien
Die folgenden Stadien wurden für die Tour als Austragungsort vorgesehen.
| Stadion                       | Stadt      | Kapazität | Spiele               |
| ----------------------------- | ---------- | --------- | -------------------- |
| Shaheed Chandu Stadium        | Bogra      | 15.000    | 2. Test; 1. & 2. ODI |
| Chittagong Divisional Stadium | Chittagong | 20.000    | 1. Test; 3. ODI      |

## Kaderlisten
Bangladesch benannte seinen ODI-Kader am 10. Februar und seinen Test-Kader am 25. Februar 2006.
Sri Lanka benannte seine Kader am 15. Februar 2006.
| Test | Test | ODI | ODI |
| Bangladesch | Sri Lanka | Bangladesch | Sri Lanka |
| --- | --- | --- | --- |
| - Habibul Bashar (K) - Alok Kapali - Enamul Haque - Javed Omar - Khaled Mashud (wk) - Mohammad Ashraful - Mohammad Rafique - Mushfiqur Rahim - Nafees Iqbal - Shahadat Hossain - Shahriar Nafees - Syed Rasel | - Mahela Jayawardene (K) - Malinga Bandara - Tillakaratne Dilshan - Dilhara Fernando - Farveez Maharoof - Lasith Malinga - Muttiah Muralitharan - Thilan Samaraweera - Kumar Sangakkara - Upul Tharanga - Michael Vandort | - Habibul Bashar (K) - Abdur Razzak - Aftab Ahmed - Alok Kapali - Javed Omar - Khaled Mahmud - Khaled Mashud (wk) - Manjural Islam - Mashrafe Mortaza - Mohammad Ashraful - Mohammad Rafique - Shahadat Hossain - Rajin Saleh - Shahriar Nafees - Syed Rasel - Tapash Baisya | - Mahela Jayawardene (K) - Malinga Bandara - Tillakaratne Dilshan - Dilhara Fernando - Hasantha Fernando - Sanath Jayasuriya - Chamara Kapugedera - Kaushal Lokuarachchi - Farveez Maharoof - Jehan Mubarak - Ruchira Perera - Dammika Prasad - Kumar Sangakkara - Upul Tharanga |

## One-Day Internationals

### Erstes ODI in Bogra
| 20. Februar Scorecard | Bogra | Bangladesch 118 (35.5)          | – | Sri Lanka 119-5 (24.1) |
|                       |       | Sri Lanka gewinnt mit 5 Wickets |   |                        |

### Zweites ODI in Bogra
| 22. Februar Scorecard | Bogra | Sri Lanka 212 (49/49)             | – | Bangladesch 213-6 (47/49) |
|                       |       | Bangladesch gewinnt mit 4 Wickets |   |                           |

### Drittes ODI in Chittagong
| 25. Februar Scorecard | Chittagong | Sri Lanka 309-7 (50)          | – | Bangladesch 231-9 (50) |
|                       |            | Sri Lanka gewinnt mit 78 Runs |   |                        |

## Tests

### Erster Test in Chittagong
| 28. Februar – 3. März Scorecard | Chittagong | Bangladesch 319 (91.5) & 181 (58.5) | – | Sri Lanka 338 (97.1) & 162-2 (37) |
|                                 |            | Sri Lanka gewinnt mit 8 Wickets     |   |                                   |

### Zweiter Test in Bogra
| 8. – 11. März Scorecard | Bogra | Bangladesch 234 (76.5) & 201 (56.1) | – | Sri Lanka 316 (103.3) & 120-0 (28) |
|                         |       | Sri Lanka gewinnt mit 10 Wickets    |   |                                    |